# Return on sales
Il return on sales, ritorno sulle vendite o redditività delle vendite (in acronimo ROS) rappresenta il risultato operativo medio per unità di ricavo.
Si calcola come:
{\displaystyle ROS={risultato\ operativo \over ricavi\ di\ vendita}\times 100}
Tale rapporto esprime la redditività aziendale in relazione alla capacità remunerativa del flusso dei ricavi. Il rapporto RO/V=ROS, (dove V rappresenta il ricavo netto di vendita o vendita netta) esso rappresenta l'indice di redditività delle vendite misurato dal rapporto tra risultato operativo e ricavi netti sulle vendite, moltiplicato per 100. Dipende dalle relazioni esistenti tra ricavi e costi operativi ed esprime la capacità di profitto ottenibile nel corso del ciclo: acquisti di materie prime, lavorazione, vendita prodotto finito. Esso misura, in effetti, il margine operativo su ciascuna unità monetaria ed è particolarmente utile per valutare l'efficienza di segmenti diversi di vendita (divisioni di prodotto o territoriali, ecc.)
Un secondo rapporto, utilizzato anche nel calcolo del ROE, detto redditività netta delle vendite, misura quale percentuale su un'unità di ricavi rimane nell'azienda dopo il pagamento di oneri finanziari ed imposte:
{\displaystyle ROS\ netto={reddito\ netto \over ricavi\ di\ vendita}\times 100}